# Delon Wright
Delon Elijah Wright (Los Angeles, 26 aprile 1992) è un cestista statunitense, professionista nella NBA con i New York Knicks.

## Biografia
È fratello di Dorell Wright, anch'egli cestista.

## Carriera

### NBA (2015-)

#### Toronto Raptors (2015-2019)
Il 26 giugno 2015 fu selezionato alla 20ª scelta del Draft dai Toronto Raptors.
Nel suo anno da rookie giocò solamente 27 partite in quanto nelle gerarchie della squadra lui era dietro a Kyle Lowry e Cory Joseph. Il 9 aprile 2016 nella gara vinta in casa per 111-98 contro gli Indiana Pacers Wright segnò 19 punti in uscita dalla panchina. Nei play-off, seppur per pochi minuti, trovò spazio in 9 partite. Durante la stagione venne spesso assegnato in D-League, dove segnò 266 punti in 15 partite con i Raptors 905, franchigia affiliata ai Toronto Raptors. .
Il 2 agosto 2016 venne reso noto il fatto che Wright avrebbe saltato i primi 4 mesi della stagione 2016-2017 a causa di un infortunio. Al suo ritorno dall'infortunio Wright giocò in D-League nuovamente coi Raptors 905. Tornò invece a giocare in NBA il 15 febbraio nella gara persa in trasferta per 105-94 contro i Chicago Bulls.

#### Memphis Grizzlies (2019)
Il 7 febbraio 2019 venne ceduto ai Memphis Grizzlies a seguito di uno scambio che portò Marc Gasol ai Toronto Raptors.
L'8 aprile 2019 diventò il primo giocatore nella storia della franchigia del Tennessee a mettere a referto 2 triple doppie consecutive.

## Statistiche

### NCAA
| Anno      | Squadra   | PG | PT | MP   | TC%  | 3P%  | TL%  | RP  | AP  | PRP | SP  | PP   |
| --------- | --------- | -- | -- | ---- | ---- | ---- | ---- | --- | --- | --- | --- | ---- |
| 2013-2014 | Utah Utes | 33 | 33 | 36,4 | 56,1 | 22,2 | 79,3 | 6,8 | 5,3 | 2,5 | 1,3 | 15,5 |
| 2014-2015 | Utah Utes | 35 | 35 | 33,3 | 50,9 | 35,6 | 83,6 | 4,9 | 5,1 | 2,1 | 1,0 | 14,5 |
| Carriera  | Carriera  | 68 | 68 | 34,8 | 53,5 | 29,9 | 81,4 | 5,8 | 5,2 | 2,3 | 1,1 | 15,0 |

#### Massimi in carriera
- Massimo di punti: 27 vs Washington (8 gennaio 2014)[9]
- Massimo di rimbalzi: 17 vs St. Katherine (28 dicembre 2013)
- Massimo di assist: 12 vs California State-Fresno (7 dicembre 2013)
- Massimo di palle rubate: 7 (2 volte)
- Massimo di stoppate: 4 vs Oregon (2 gennaio 2014)
- Massimo di minuti giocati: 45 vs Wichita State (3 dicembre 2014)

### NBA

#### Regular Season
| Anno      | Squadra           | PG  | PT | MP   | TC%  | 3P%  | TL%  | RP  | AP  | PRP | SP  | PP   |
| --------- | ----------------- | --- | -- | ---- | ---- | ---- | ---- | --- | --- | --- | --- | ---- |
| 2015-2016 | Toronto Raptors   | 27  | 1  | 8,5  | 45,0 | 38,5 | 74,3 | 1,4 | 1,1 | 0,3 | 0,1 | 3,8  |
| 2016-2017 | Toronto Raptors   | 27  | 0  | 16,5 | 42,2 | 33,3 | 76,4 | 1,8 | 2,1 | 1,0 | 0,4 | 5,6  |
| 2017-2018 | Toronto Raptors   | 69  | 4  | 20,8 | 46,5 | 36,6 | 82,9 | 2,9 | 2,9 | 1,0 | 0,5 | 8,0  |
| 2018-2019 | Toronto Raptors   | 49  | 2  | 18,3 | 43,3 | 33,3 | 86,9 | 2,6 | 2,2 | 0,9 | 0,3 | 6,9  |
| 2018-2019 | Memphis Grizzlies | 26  | 11 | 30,8 | 43,4 | 25,6 | 74,2 | 5,4 | 5,3 | 1,6 | 0,6 | 12,2 |
| 2019-2020 | Dallas Mavericks  | 73  | 5  | 21,5 | 46,2 | 37,0 | 77,0 | 3,8 | 3,3 | 1,2 | 0,3 | 6,9  |
| 2020-2021 | Detroit Pistons   | 36  | 31 | 29,2 | 46,4 | 34,8 | 78,9 | 4,6 | 5,0 | 1,6 | 0,5 | 10,4 |
| 2020-2021 | Sacramento Kings  | 27  | 8  | 25,8 | 46,2 | 39,8 | 83,3 | 3,9 | 3,6 | 1,6 | 0,4 | 10,0 |
| 2021-2022 | Atlanta Hawks     | 77  | 8  | 18,9 | 45,4 | 37,9 | 85,7 | 2,9 | 2,4 | 1,2 | 0,2 | 4,4  |
| 2022-2023 | Wash. Wizards     | 50  | 14 | 24,4 | 47,4 | 34,5 | 86,7 | 3,6 | 3,9 | 1,8 | 0,3 | 7,4  |
| 2023-2024 | Wash. Wizards     | 33  | 0  | 13,8 | 39,3 | 36,8 | 82,8 | 1,8 | 2,5 | 1,1 | 0,2 | 4,1  |
| 2023-2024 | Miami Heat        | 14  | 1  | 20,4 | 39,4 | 36,7 | 81,3 | 1,9 | 2,6 | 1,4 | 0,2 | 5,4  |
| 2024-2025 | Milwaukee Bucks   | 26  | 2  | 15,6 | 26,8 | 24,5 | 56,3 | 1,8 | 1,8 | 0,9 | 0,3 | 2,5  |
| 2024-2025 | N.Y. Knicks       | 14  | 5  | 16,4 | 46,9 | 33,3 | 66,7 | 1,4 | 2,1 | 0,9 | 0,2 | 4,3  |
| Carriera  | Carriera          | 548 | 92 | 20,4 | 44,7 | 34,8 | 79,9 | 3,0 | 3,0 | 1,2 | 0,3 | 6,7  |

#### Play-off
| Anno     | Squadra          | PG | PT | MP   | TC%  | 3P%  | TL%  | RP  | AP  | PRP | SP  | PP  |
| -------- | ---------------- | -- | -- | ---- | ---- | ---- | ---- | --- | --- | --- | --- | --- |
| 2016     | Toronto Raptors  | 9  | 0  | 4,6  | 30,0 | 0,0  | 61,5 | 0,4 | 0,3 | 0,3 | 0,0 | 1,6 |
| 2017     | Toronto Raptors  | 9  | 0  | 10,2 | 52,9 | 33,3 | 71,4 | 1,4 | 1,4 | 0,4 | 0,1 | 2,8 |
| 2018     | Toronto Raptors  | 10 | 0  | 21,5 | 45,6 | 42,9 | 93,8 | 2,2 | 2,3 | 1,5 | 0,9 | 8,6 |
| 2020     | Dallas Mavericks | 4  | 0  | 13,3 | 60,0 | 50,0 | 60,0 | 0,8 | 1,8 | 1,3 | 0,0 | 4,0 |
| 2022     | Atlanta Hawks    | 5  | 0  | 27,4 | 51,7 | 38,5 | 66,7 | 4,8 | 2,8 | 0,8 | 0,2 | 8,2 |
| 2024     | Miami Heat       | 4  | 1  | 26,8 | 60,0 | 60,0 | 100  | 3,0 | 1,8 | 1,0 | 0,3 | 8,0 |
| 2025     | N.Y. Knicks      | 6  | 0  | 8,0  | 22,2 | 16,7 | 100  | 0,3 | 0,8 | 0,5 | 0,2 | 1,2 |
| Carriera | Carriera         | 47 | 1  | 14,7 | 47,9 | 40,7 | 75,9 | 1,7 | 1,5 | 0,8 | 0,3 | 4,7 |

#### Massimi in carriera
- Massimo di punti: 28 vs Philadelphia 76ers (25 gennaio 2021)[10]
- Massimo di rimbalzi: 13 (2 volte)
- Massimo di assist: 14 vs Dallas Mavericks (5 aprile 2019)
- Massimo di palle rubate: 6 (2 volte)
- Massimo di stoppate: 4 (2 volte)
- Massimo di minuti giocati: 46 vs Los Angeles Lakers (6 febbraio 2021)

### G League
| Anno      | Squadra     | PG | PT | MP   | TC%  | 3P%  | TL%  | RP  | AP  | PRP | SP  | PP   |
| --------- | ----------- | -- | -- | ---- | ---- | ---- | ---- | --- | --- | --- | --- | ---- |
| 2015-2016 | Raptors 905 | 15 | 15 | 35,7 | 53,6 | 36,0 | 80,6 | 5,0 | 6,5 | 1,6 | 0,6 | 17,7 |
| 2016-2017 | Raptors 905 | 5  | 5  | 30,1 | 43,1 | 0,0  | 79,2 | 2,8 | 5,2 | 1,8 | 1,6 | 12,6 |
| Carriera  | Carriera    | 20 | 20 | 34,3 | 51,3 | 31,0 | 80,2 | 4,5 | 6,2 | 1,7 | 0,9 | 16,5 |

## Palmarès

### Club
- Campionato NBA: 1

Toronto Raptors: 2019
- Bob Cousy Award (2015)
- NCAA AP All-America Second Team (2015)